# Čaňa
Čaňa este o comună slovacă, aflată în districtul Košice-okolie din regiunea Košice. Localitatea se află la altitudinea de 177 m deasupra n.m., se întinde pe o suprafață de 11,55 km2 și în 2017 număra 5.882 de locuitori.

## Istoric
Localitatea Čaňa este atestată documentar din 1164.

## Demografie
| An:                | 1994 | 2004    | 2014    | 2024   |
| ------------------ | ---- | ------- | ------- | ------ |
| Număr de persoane: | 4347 | 5013    | 5750    | 6102   |
| Diferență:         |      | +15,32% | +14,70% | +6,12% |

| An:                | 2023 | 2024   |
| ------------------ | ---- | ------ |
| Număr de persoane: | 6051 | 6102   |
| Diferență:         |      | +0,84% |